# Первин Булдан
Первин Булдан (на турски: Pervin Buldan) е турски политик от кюрдски етнически произход. От февруари 2018 г. е съпредседател на Демократичната партия на народите.

## Биография
Первин Булдан е родена на 6 ноември 1967 г. във вилает Хаккяри, Турция. След завършването на гимназия работи като служител в отдела за местно самоуправление. На 19–годишна възраст се омъжва за братовчед си Саваш Булдан. През 1990 г. двамата се преместват в Истанбул, където Первин работи като домакиня на пълен работен ден. Година по-късно се ражда първото дете на Первин, Нечирван. Мъжът ѝ става бизнесмен, за който Националната разузнавателна организация на турското правителство твърди, че е наркодилър и финансира ПКК.